# 1. Göppinger SV
1. Göppinger SV 1895 is een Duitse voetbalclub uit Göppingen (Baden-Württemberg).

## Geschiedenis
Op 13 oktober 1905 werd 1. Göppinger FV 1905 opgericht. De club speelde aanvankelijk enkel vriendschappelijke wedstrijden en sloot zich pas in 1908 aan bij de Zuid-Duitse voetbalbond om in de reguliere competitie te spelen. Op 24 april 1920 fuseerde de club met 1. Athletik-Club Göppingen, dat in 1895 opgericht werd en zo werd de huidige naam aangenomen. In 1934 kon de club voor het eerst promoveren naar de hoogste klasse, de Gauliga Württemberg. Het eerste seizoen bij de elite eindigde op een duidelijke degradatie. Het volgende seizoen nam de club opnieuw deel aan de eindronde om promotie. FV Union 08 Böckingen was oppermachtig en won alle wedstrijden, maar Göppingen werd tweede en promoveerde ook. 
Bij de tweede poging in de Gauliga haalde Göppingen slechts één puntje meer dan de vorige keer en degradeerde opnieuw. De club nam opnieuw deel aan de eindronde om te promoveren, maar werd nu laatste. De volgende jaren miste de club de eindronde en kon pas in 1943 weer promoveren. Derde keer goede keer voor Göppingen en de promovendus kaapte de titel weg voor de neus van de Stuttgarter Kickers. De club plaatste zich zo voor de eindronde om de Duitse landstitel en verloor in de eerste ronde van KSG FV/AK Saarbrücken. Door het nakende oorlogseinde werd de Gauliga in drie reeksen opgesplitst. De competitie werd niet voltooid maar de club stond wel na zes speeldagen aan de leiding in groep 1.
Na de Tweede Wereldoorlog werd de club in de Landesliga Württemberg ingedeeld, toen tweede klasse, en speelde hier twee jaar. In 1969 nam de club als vicekampioen van de Amateurlita Nordwürttemberg deel aan het Duitse amateurkampioenschap en verloor daar in de halve finale van SC Jülich 1910. Het volgende seizoen, bij het 75-jarig bestaan, dwong de club promotie af naar de Regionalliga, de tweede klasse. De club werd na één seizoen echter terug naar de Amateurliga verwezen. 
In 1978 werd de Oberliga Baden-Württemberg ingevoerd als nieuwe derde klasse en ook hier plaatste Göppingen zich voor. In het eerste seizoen werd de club vicekampioen achter SSV Ulm 1846. Na nog een derde plaats belandde de club in de middenmoot tot een degradatie volgde in 1985. In 1991 degradeerde de club ook uit de Verbandsliga en in 1994 uit de Landesliga. Na terugkeer in de Landesliga kon de club in 2009 ook weer promoveren naar de Verbandsliga, die inmiddels nog maar de zesde klasse was. In 2016 promoveerde de club naar de Oberliga Baden-Württemberg. In 2024 bereikte de club de Regionalliga Südwest maar degradeerde direct weer terug.

## Erelijst
Gauliga Württemberg
1944